# هندسة مستوحاة من البيولوجيا
الهندسة المستوحاة من البيولوجيا (Biologically inspired engineering) هي أحد الفروع العلمية الجديدة التي تنطبق على المبادئ العلمية البيولوجية لتطوير حلول هندسية جديدة للطب والصناعة والبيئة والعديد من المجالات الأخرى التي لم تتأثر بالثورة البيولوجية. يعد ظهور هذا الفرع الجديد تتويجًا لتوحيد علوم الحياة مع الهندسة والعلوم الفيزيائية ويؤدي إلى فهم عميق لاستيعاب طريقة سير الحياة أكثر من أي وقت مضى. تنطوي الهندسة المستوحاة من البيولوجيا على استكشاف عميق لطريقة الخلايا الحية والأنسجة وبناء الكائنات الحية والتحكم فيها وإنشائها وتجديدها والتكيف مع بيئتها. يستفيد المهندسون المتخصصون في الهندسة المستوحاة من البيولوجيا من هذه المعرفة لابتكار التكنولوجيا الجديدة والاستفادة منها في منتجات تلبي تحديات العالم الحقيقي.
الهندسة المستوحاة من البيولوجيا هي مجال متعدد التخصصات يشمل العديد من مجالات التخصص في الأحياء (علم الأحياء الجزيئية والهندسة الوراثية وعلم الأحياء النمائي وعلم الأحياء العضوي، الطب السريري)والهندسة (الهندسة الطبية الحيوية وهندسة الكيمياء و الهندسة الكيميائية والهندسة الكهربائية والإنسالية) والعلوم الفيزيائية (الكيمياء والفيزياء وعلم المواد والنانوتكنولوجي). تمتد برامج الأبحاث المتكاملة في هذا المجال للعديد من هذه الفروع وتشمل علم محاكاة هندسة الطبيعة بجانب تحليل الطريقة التي تشكلها الأنظمة الحية ووظيفتها باستخدام المواد متناهية الصغر ذاتية التجميع والشبكات الديناميكية المعقدة والتحكم الديناميكي غير الخطي والسلوك التنظيمي الذاتي والتطور والانتقاء الطبيعي.

## وصلات خارجية
- Wyss Institute for Biologically Inspired Engineering
- Biomimicry Institute
- Center for Biologically Inspired Design
- Center for Biologically Inspired Materials & Material Systems
- Biologically Inspired Product Development at the University of Maryland
- The Biologically Inspired Materials Institute
- Center for Biologically Inspired Robotics Research at Case Western Reserve University
- Biologically Inspired Materials Institute